# Шорков, Павел Григорьевич
Павел Григорьевич Шорков (10 декабря 1902 года, село Можары, Чебоксарский уезд, Казанская губерния, Российская империя — 3 января 1977 года, село Можары, Козловский район, Чувашская АССР) — советский работник сельского хозяйства, Герой Социалистического Труда (1966).

## Биография
Родился 10 декабря 1902 года в селе Можары Чебоксарского уезда Казанской губернии. Работал в колхозе родного села кладовщиком и заведующим фермой. Избирался депутатом Можарского сельского совета.
Участвовал в Великой Отечественной войне. После демобилизации возвратился в родное село и был назначен бригадиром хмелеводческого звена в совхозе «Волга» Козловского района.
За выдающиеся трудовые достижения в выращивании хмеля удостоен в 1966 году звания Героя Социалистического Труда.

## Награды
- Герой Социалистического Труда — указом Президиума Верховного Совета СССР от 30 апреля 1966 года.

## Память
- В Козловке находится Аллея героев воинской и трудовой славы, на которой размещена мемориальная табличка, посвящённая Павлу Шоркову[1].
- В селе Можары находится парк имени Павла Шоркова[2].